# Groom Lake
Groom Lake – solnisko powstałe z jeziora endoreicznego, leżące w południowej części stanu Nevada w USA. Wyschnięta płaszczyzna wykorzystywana jest jako pas startowy poprzez samoloty latające w militarnym obszarze Strefy Sił Powietrznych Nellis. W pobliżu południowo-zachodniego krańca jeziora zlokalizowana jest baza wojskowa - Strefa 51. Przez jezioro przechodzi pas startowy o długości 9,5 kilometra. Jeden z najdłuższych na świecie. Groom Lake jest także potoczną nazwą bazy.
Jezioro leży na wysokości 1344 m n.p.m. i ma 6,0 km (3,7 mili) długości z północy na południe i 4,8 (3,0 mile) szerokości z zachodu na wschód.